# Szpital Specjalistyczny im. Świętej Rodziny w Warszawie
Szpital Specjalistyczny im. Świętej Rodziny – szpital specjalistyczny przy ulicy Antoniego Józefa Madalińskiego 25 w Warszawie.

## Historia
- 1953: szpital został wybudowany, według projektu  inż. Władysława Borawskiego. W lipcu tego samego roku otwarto tutaj Oddział Ginekologiczno-Położniczy[1].
- 1954: powstał Oddział Położniczy z Blokiem Porodowym[1].
- 1998: szpital otrzymał nazwę[1].
- 2006: otwarto tutaj pierwszy w województwie mazowieckim Pododdział Leczenia i Rekonwalescencji Noworodków[1].
- 2008: w szpitalu powstał Oddział Chirurgii Onkologicznej[1].
- 2011: w szpitalu działalność rozpoczął Oddział Pediatrii[1].
- 2015: otwarto Regionalny Bank Mleka Kobiecego, oraz we współpracy z Warszawskim Uniwersytetem Medycznym powstała Uniwersytecka Pracownia Badań nad Mlekiem Kobiecym i Laktacją[2].
- 2017: otwarto Oddział Onkologii Klinicznej[1].